# Довгоносик малинний
 Довгоносик малинний (Anthonomus rubi Herbst)  — жук родини Довгоносиків. Інші назви комахи — квіткоїд (квіткогриз) малинний, довгоносик малиново-суничний. Шкідник суниць , малини і ожини. Личинка розвивається в квіткових бутонах.

## Основні ознаки[2][3]
Жук завдовжки 2–3 мм, тіло овальне, опукле, розширене за серединою.
- зверху весь рівномірно вкритий сірими волосками;
- чорний, інколи коричнюватий або частково червонуватий, із чорною трикутною плямою позаду щитка, щиток білий;
- головотрубка довга, тонка, трохи вигнута донизу
- передньоспинка при своїй основі вужча, ніж основа надкрил;
- кігтики лапок при основі із зубцем;
- Надкрила без волосистих перев'язів.

Яйце округле, довувато-біле, 0,35–0,5 мм завдовжки. Личинка біла, без ніг, серпоподібно вигнута, голова коричнева. Лялечка жовтувато-коричнева, 2,5–3 мм завдовжки.

## Поширення
Вид поширений по всій Палеарктиці, за винятком Крайньої Півночі, Казахстану, Західного Сибіру та Середньої Азії. Ареал його включає всю територію України, він зареєстрований в усіх її областях і в Криму.

## Спосіб життя
Зимують на стадії імаго, у підстилці з рослинних решток або у верхньому шарі ґрунту. Жуки виходять з діапаузи коли середньодобова температура повітря тримається не нижче 13°С. Комахи попервах харчуються листям рослин з родини розових, які рано починають вегетацію. Потім жуки переходять на малину, суниці, полуниці, ожину, шипшину. Загалом у їхньому природному раціоні зареєстровані також види гравілату, гліду, кизильнику, терен, козельці, «Buphthalmum salicifolium» та інших. Для відкладання яєць самиця обирає лише бутони певного розміру, з опуклим гіпантієм.
Рано навесні жуки вигризають дірки на молодому листі, обгризають черешки, а пізніше вигризають квіткові бутони. За місяць-півтора, приблизно у середині травня настає період відкладання яєць. Він триває 20–35днів. Яйця відкладають у бутони. Самиця вигризаю отвір збоку бутона, відкладає у заглиблення яйце, вкриває його екскрементами та підгризає квітконіжку. Плодючість самки — до 50 яєць.
.
Через 6–7 днів з'являються личинки. В цей же ж період пошкоджені бутони опадають. Розвиток личинок усередині них триває до 20–26 днів, лялечки –7–11 днів. Активні жуки нового покоління вибираються з опалих всохлих бутонів в середині — у другій половині липня. Вони харчуються на листях тих самих рослин. Коли стає холодніше (10–12 °C), жуки мігрують у підстилку і ґрунт на зимування.

## Значення у природі та житті людини
Подібно до інших біологічних видів, сірі щетинисті довгоносики є невід'ємною ланкою природних екосистем, споживаючи рослинні тканини і стаючи здобиччю тварин — хижаків та паразитів. Однак на плантаціях культивованих суниць та малини завдають чималої шкоди, особливо, коли їх чисельність і щільність досягає значних величин. У таких випадках проти шкідників застосовуються інсектициди або пастки з атрактантами .